# Hansjürg Mey
Hansjürg Mey (* 19. September 1934 in Zürich, heimatberechtigt ebenda; † 1. September 2020) war ein Schweizer Informatiker.

## Leben
Mey wuchs in Zürich auf. Dort besuchte er die Oberrealschule Zürich und schloss 1953 mit der Matura Typ C ab. Anschliessend studierte er Elektrotechnik an der ETH Zürich und erhielt 1958 das Diplom als Elektroingenieur. Nach Einstieg in die Berufswelt promovierte er berufsbegleitend 1969 mit einer Dissertation unter dem Titel Linear-algebraische Behandlung digitaler Signale und Systeme bei Heinrich Emil Weber.
Seine erste Arbeitsstelle als Entwicklungsingenieur fand er bei der Firma Gretag AG, wo er auf den Gebieten Fototechnik und Kryptografie von 1959 bis 1968 tätig war. Dort war er Projektleiter für das Funkfernschreib-Chiffriergerät TC-535. 1969 wechselte er zur Telekommunikationsfirma Hasler Bern. Dort baute er eine eigene Forschungsabteilung auf. Anschliessend wurde er bis 1979 Verantwortlicher für Forschung und Entwicklung der gesamten Firma. Er hatte von 1970 bis 1978 zudem einen Lehrauftrag für Digitale Systeme an der ETH Zürich.
Mey wurde 1979 als erster Ordinarius für Informatik an die Universität Bern berufen. Als an einer der ersten Hochschulen in der Schweiz baute Mey dort einen Studiengang in Informatik auf. Später übernahm er die Leitung des Instituts für Informatik und angewandte Mathematik bis 1991. Von 1991 bis zu seiner Emeritierung 1999 war er Honorarprofessor mit einem Pensum von 20 Prozent. Dies erlaubte ihm weitere Tätigkeiten in Ausbildung und Industrie. Nachdem die Hasler Holding Teil der Ascom Holding geworden war, wurde er 1991 Mitglied der Konzernleitung als Chief Technology Officer (CTO) und leitete zudem die Tochterfirma Ascom Tech AG. Seine Tätigkeiten in der Industrie einerseits und der Hochschulforschung andrerseits wurden als kultureller Spagat bezeichnet. In beiden Bereichen fand er Anerkennung.
Eine Initiative von Mey war die Schaffung des Technologiezentrums Bern, heute Berner Technopark genannt, welcher seit 1993 operativ ist. Auch die Zusammenarbeit verschiedener universitärer Fachgruppen zur Erforschung der Neuroinformatik seit 1995 hatte Pioniercharakter.
Mey war verheiratet und hinterliess einen Sohn und eine Tochter. Seine Tochter Eva Mey ist als Projektleiterin an der ZHAW tätig. Seinen ältesten Sohn Daniel Mey verlor er schon früh.

## Weitere Tätigkeiten
- 1984 bis 1996: Mitglied des schweizerischen Wissenschaftsrates
- 1984 bis 1994: Oberstleutnant in der Schweizer Milizarmee
- 1987 bis 1991: Verwaltungsrat der Ascom AG in Bern
- Verwaltungsrat der Wifag Maschinenfabrik in Bern[10]
- Präsident der Forschungskommission des VSM, heute Swissmem
- 1996 bis 2000: Präsident der Eidgenössischen Fachhochschulkommission
- 1992 bis 2004: Stiftungsrat der Hasler Stiftung
- Mitgründer der Softwareschule Schweiz.[5]
- Mitglied des Rotary Clubs Bern

## Veröffentlichungen
- Heik Afheldt und Peter G. Rogge (Hrsg.): Geht uns die Arbeit aus? Vorausgedachtes von Ralf Dahrendorf, Georg H. Endress, Hansjürg Mey und Heimfrid Wolff. Prognos Forum Zukunftsfragen. Verlag: Huber 1983, ISBN 3-7193-0877-4
- Mikroelektronik. Grundlagen der Informatik im betrieblichen Einsatz. Die Orientierung, Nr. 84, 1. Januar 1985
- mit Daniel Lehmann Pollheimer: Absturz im freien Fall – Anlauf zu neuen Höhenflügen. Forum für Universität und Gesellschaft, Universität Bern. vdf Hochschulverlag AG an der ETH, Zürich 2001, ISBN 978-3-7281-2703-7.
- Interview: Ein Informatikexperte über Computerpannen. Beobachter, 19. März 2001.
- Überleben Wissenschaft und Universität die kurzfristige Optik von Politik und Wirtschaft? In: Rusterholz, Peter und Liechti, Anna (Hrsg.): Universität am Scheideweg. vdf Hochschulverlag, Zürich  1998, S. 223–230.
- mit Kapila S.: Impacts on Science Management and Science Policy. In: Klein J.T. et al. (Hrsg.) Transdisciplinarity: Joint Problem Solving among Science, Technology, and Society. Birkhäuser, Basel 2001, ISBN 978-3-0348-8419-8.